# Ohly (Unternehmen)

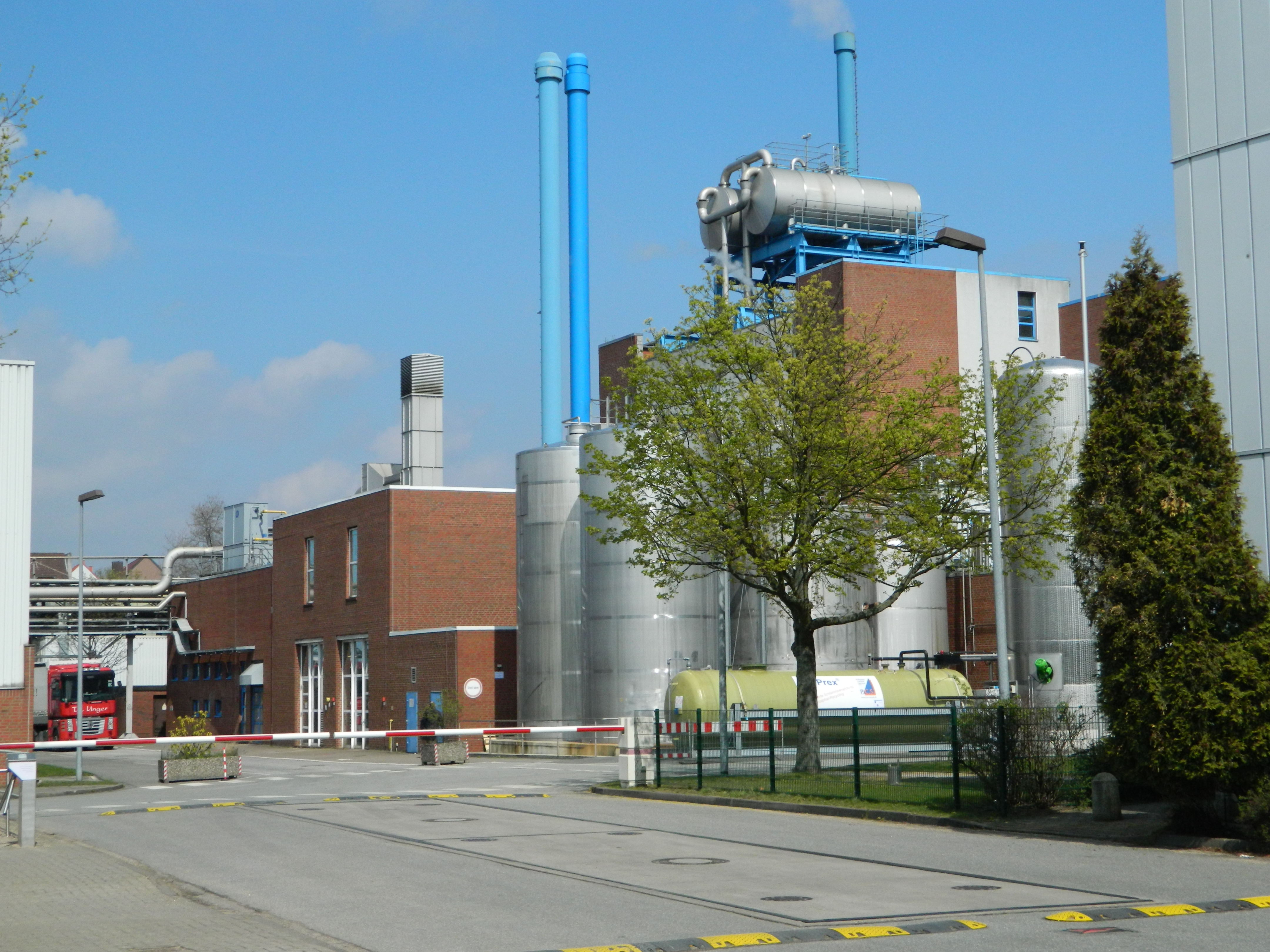
Ohly Hefewerk in Hamburg-Wandsbek

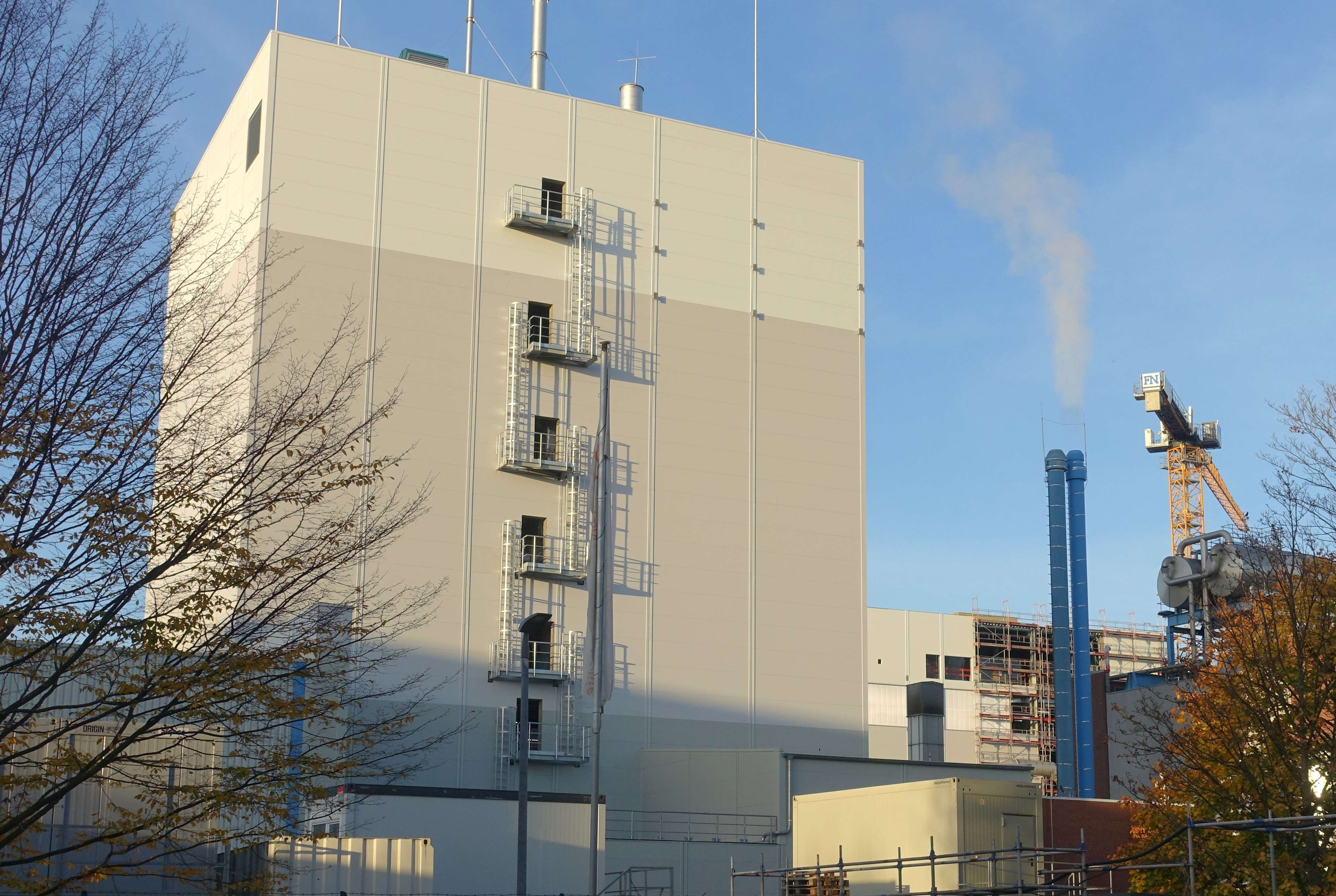
Neue Fermentationsanlage (2024)

Die Ohly GmbH (vormals Deutsche Hefewerke GmbH) in Hamburg-Wandsbek zählt zu den führenden Herstellern von Hefeextrakten und anderen Hefeprodukten in Europa. Das traditionsreiche Unternehmen geht auf die 1836 gegründete Dampf-Kornbrennerei Heinrich Helbing (siehe Helbing Kümmel) zurück und gehört heute zum internationalen Lebensmittelkonzern Associated British Foods (ABF).

## Geschichte

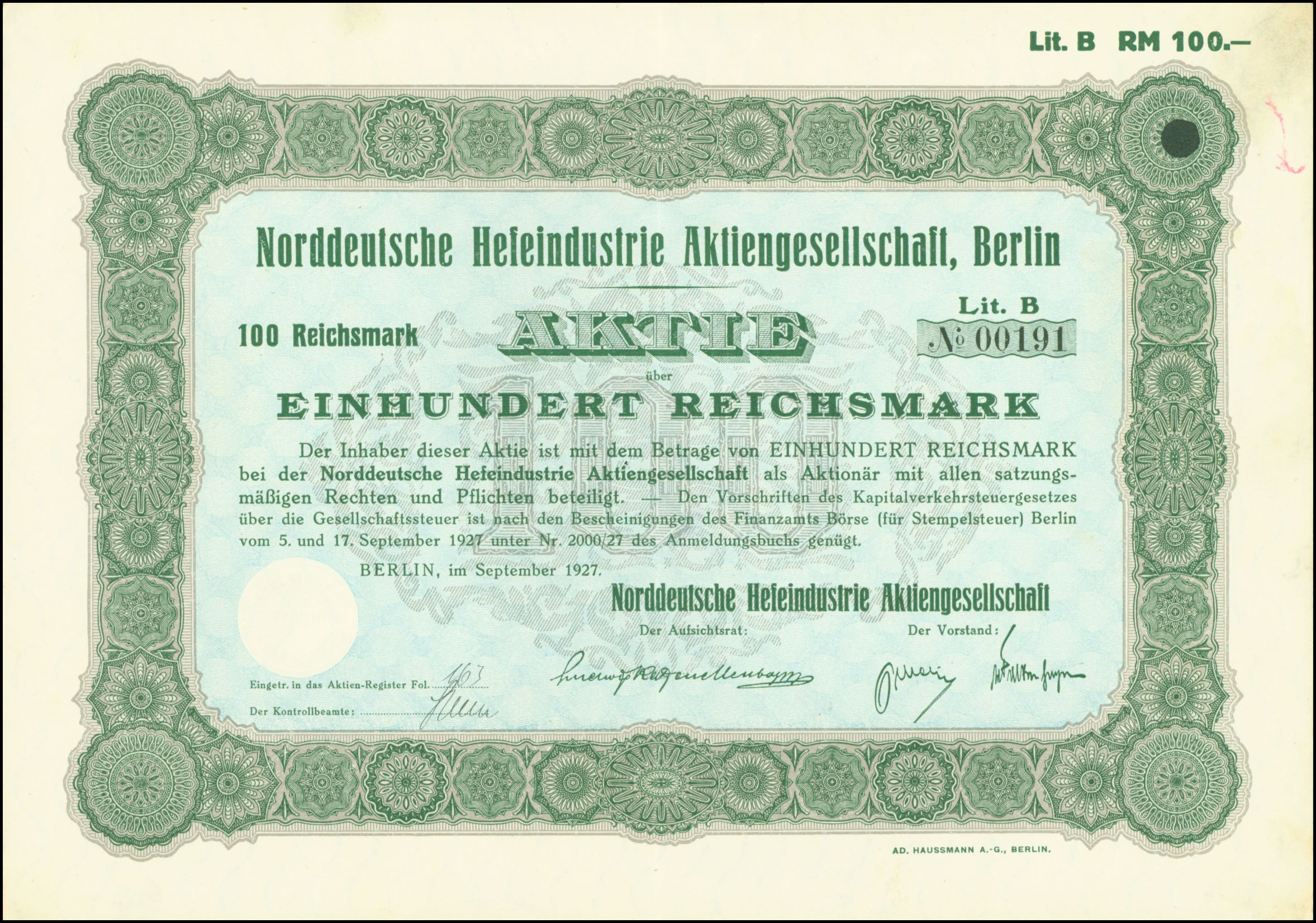
Aktie über 100 RM der Norddeutsche Hefeindustrie AG vom September 1927

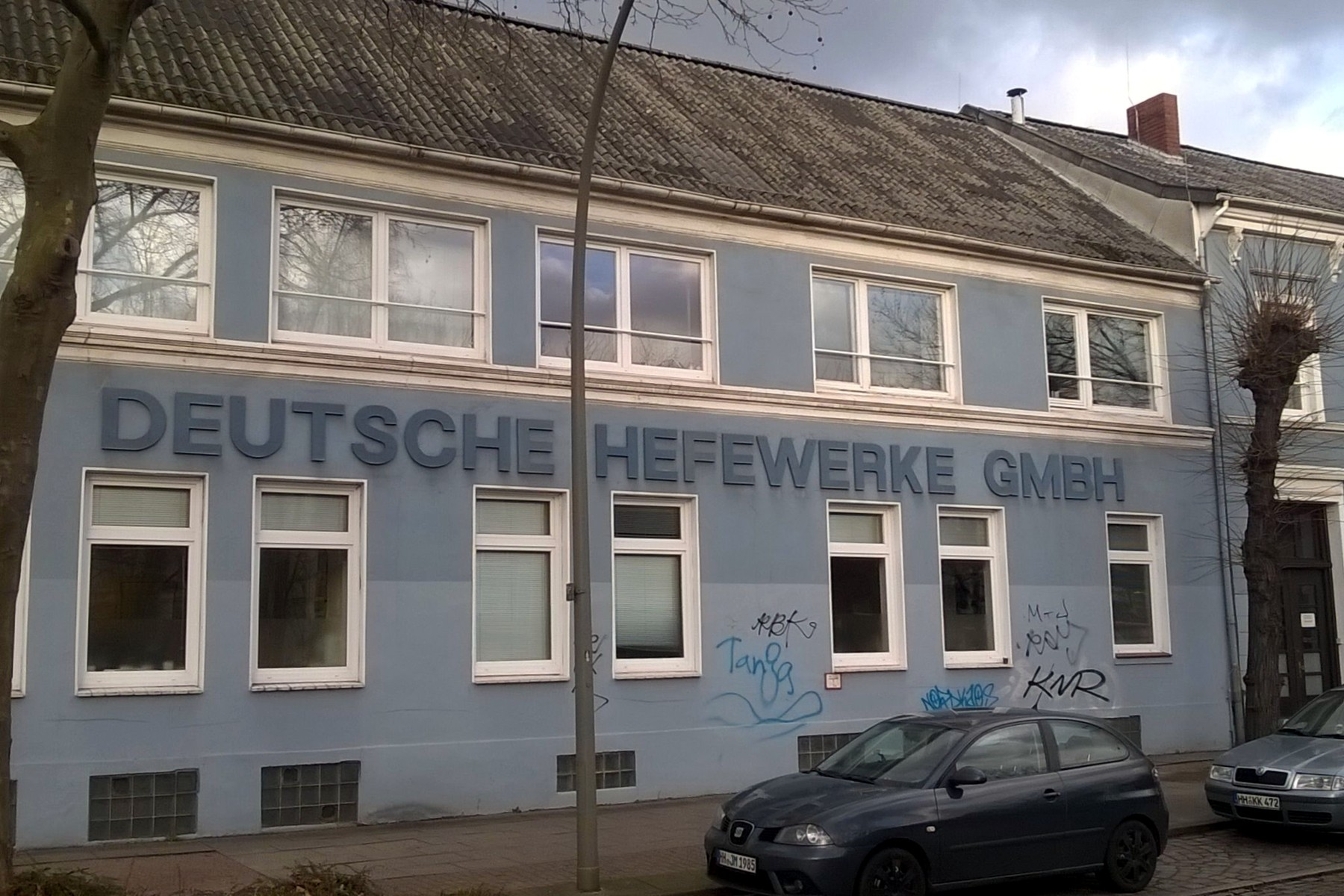
Historischer Firmen-Schriftzug an der Wandsbeker Zollstraße

Schon in der zweiten Hälfte des 19. Jahrhunderts wurde neben Kümmelschnaps und anderen Spirituosen auch die Produktion von Backhefe aufgenommen und das Unternehmen 1889 in eine Aktiengesellschaft – Dampf-Kornbrennerei und Presshefe-Fabriken AG vormals Heinrich Helbing – umgewandelt. Um 1900 beschäftigte die Firma bereits mehr als 400 Mitarbeiter, die rund 522 Millionen Liter Alkohol sowie Spirituosen und Liköre herstellten. 1916 ging die Wandsbeker Industriebahn in Betrieb, die das Werk bis 1966 über einen 16 km langen Gleisabzweig vom Wandsbeker Güterbahnhof mit jährlich 1500 Waggons Melasse für die Hefeproduktion belieferte.
Mitte der 1930er Jahre begann Götz Ohly mit der Entwicklung von Hefeextrakten. Entwicklung und Herstellung von Hefe und Hefeprodukten wurden fortan mehr und mehr zum Hauptgeschäftsfeld, weshalb das Unternehmen schon 1927 in Norddeutsche Hefeindustrie AG und 1961 schließlich in Deutsche Hefewerke GmbH umfirmiert wurde. Nach der Übernahme des Nürnberger Konkurrenten Bast AG (der heutigen DHW) 1970 endgültig zum größten deutschen Hefeproduzenten aufgestiegen, wurde das Spirituosengeschäft mit der Traditionsmarke Helbing Kümmel 1974 an den Borco-Marken-Import verkauft.

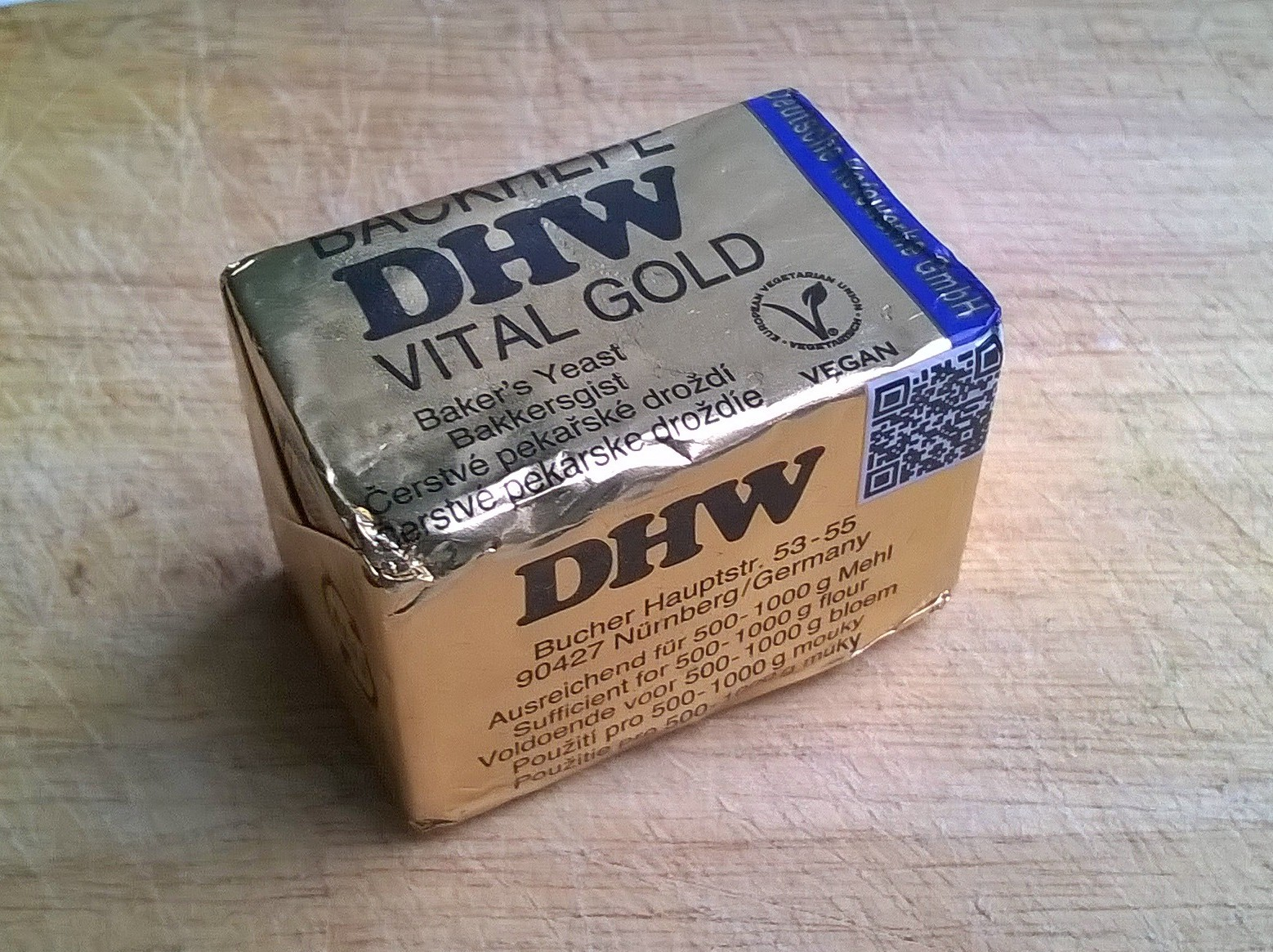
Backhefe für den Hausgebrauch kommt seit 2008 nicht mehr aus Hamburg, sondern aus Nürnberg.

In der Folgezeit wurden die DHW selbst mehrfach übernommen: zunächst 1981 durch die Hüls AG, 1994 vom australischen Burns-Philp-Konzern und 2004 schließlich durch ABF. In der Folge wurde die Frischhefeproduktion für den Endkundenbedarf an das Nürnberger DHW-Werk abgegeben und dieses 2008 an einen Schweizer Finanzinvestor veräußert. Das Hamburger Werk blieb hingegen bei ABF und agiert seitdem unter dem Namen Ohly.

## Heutige Situation
Die Ohly GmbH ist ein vollständiges Tochterunternehmen der ABF Deutschland Holdings GmbH mit Sitz in Hamburg, die ihrerseits zur Associated British Foods in London gehört. Innerhalb des Konzerns gehört Ohly zur ABF-Ingredients-Gruppe.
Ohly fertigt Hefeextrakte und andere Hefeprodukte vorrangig für die Lebensmittelindustrie, aber auch für pharmazeutische und biotechnologische Anwendungen. Im Geschäftsjahr 2015/2016 beschäftigte Ohly rund 160 Mitarbeiter und erzielte einen Gesamtumsatz von 49,7 Millionen Euro.
2024 hat Ohly eine neue hochmoderne Fermentationsanlage erhalten, die eine Produktionssteigerung von bis zu 50 Prozent ermöglicht und zur Reduzierung von Energie und CO2 beiträgt.